# 加成物

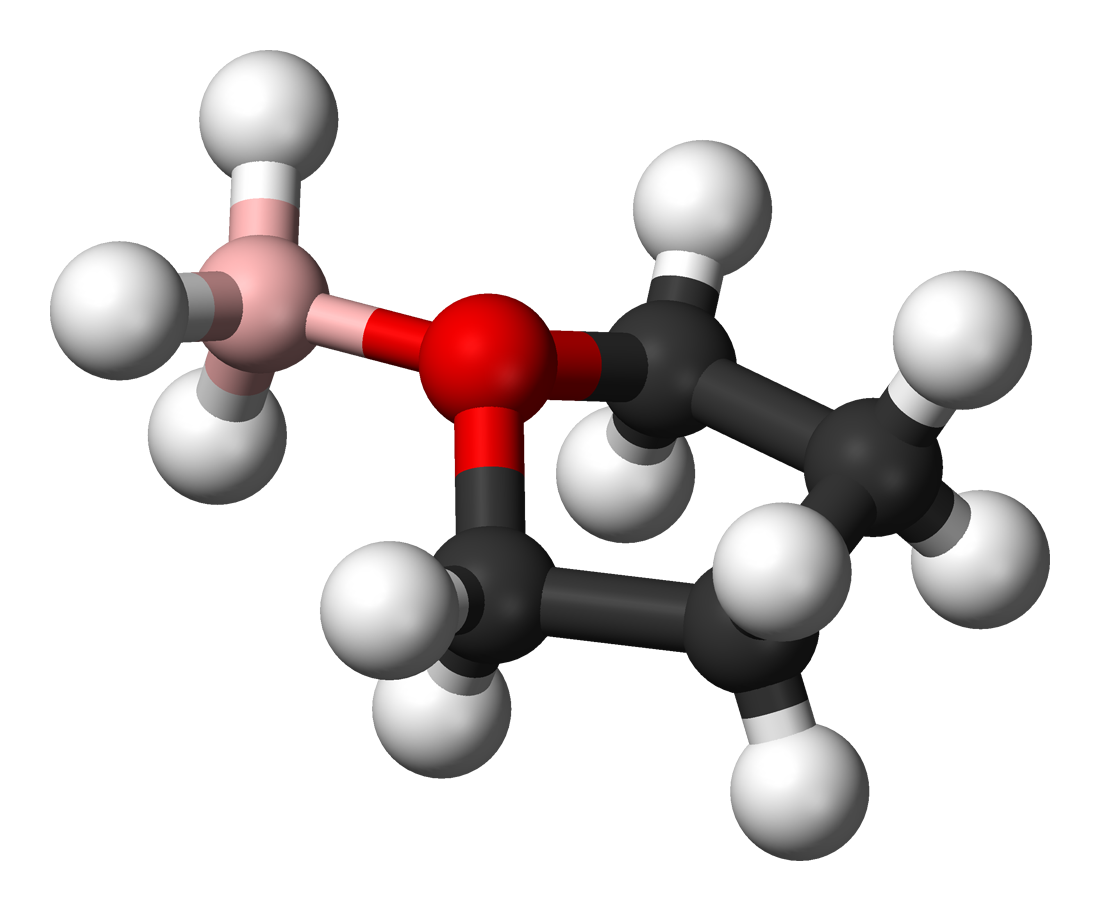
BH_{3}与THF加成物的球棍模型

加成物，又称加合物，是两个或多个不同的分子，通过互相加成得到的产物。典型的如三氟化硼与氨加成形成的H3N→BF3。
电荷转移配合物也可被看作加成物。